# Eugongylinae
Sous-famille
Synonymes
- Lampropholiini Welch, 1982
- Panaspiini Welch, 1982

Les Eugongylinae sont une sous-famille de sauriens de la famille des Scincidae.

## Répartition
Les espèces de cette sous-famille se rencontrent presque partout à l'exception des pôles et de l'Amérique.

## Liste des genres
Selon The Reptile Database (30 décembre 2015) :
- Ablepharus Lichtenstein, 1823
- Afroablepharus Greer, 1974
- Anepischetosia Wells & Wellington, 1985
- Bassiana Hutchinson, Donnellan, Baverstock, Krieg, Simms & Burgin, 1990
- Caesoris Sadlier, Bauer, Shea & Smith, 2015
- Caledoniscincus Sadlier, 1987
- Carlia Gray, 1845
- Celatiscincus Sadlier, Smith & Bauer, 2006
- Cophoscincopus Mertens, 1934
- Cryptoblepharus Wiegmann, 1834
- Emoia Gray, 1845
- Epibator Sadlier, Bauer, Shea & Smith, 2015
- Eroticoscincus Wells & Wellington, 1984
- Eugongylus Fitzinger, 1843
- Geomyersia Greer & Parker, 1968
- Geoscincus Sadlier, 1987
- Graciliscincus Sadlier, 1987
- Harrisoniascincus Wells & Wellington, 1985
- Kanakysaurus Sadlier, Bauer, Smith & Whitaker, 2004
- Lacertaspis Perret, 1975
- Lacertoides Sadlier, Shea & Bauer, 1997
- Lampropholis Fitzinger, 1843
- Leiolopisma Duméril & Bibron, 1839
- Leptosiaphos Schmidt, 1943
- Liburnascincus Wells & Wellington, 1984
- Lioscincus Bocage, 1873
- Lobulia Greer, 1974
- Lygisaurus De Vis, 1884
- Marmorosphax Sadlier, 1987
- Menetia Gray, 1845
- Morethia Gray, 1845
- Nannoscincus Günther, 1872
- Niveoscincus Hutchinson, Donnellan, Baverstock, Krieg, Simms & Burgin, 1990
- Oligosoma Girard, 1857
- Panaspis Cope, 1868
- Phaeoscincus ?
- Phasmasaurus Sadlier, Bauer, Shea & Smith, 2015
- Phoboscincus Greer, 1974
- Proablepharus Fuhn, 1969
- Pseudemoia Fuhn, 1967
- Pygmaeascincus Couper & Hoskin, 2014
- Saproscincus Wells & Wellington, 1983
- Sigaloseps Sadlier, 1987
- Simiscincus Sadlier & Bauer, 1997
- Tachygyia Mittleman, 1952
- Techmarscincus Wells & Wellington, 1985
- Tropidoscincus Bocage, 1873

## Publication originale
- Welch, 1982 : Herpetology of the Old World 2. Preliminary comments on the classification of skinks (family Scincidae) with specific reference to those genera found in Africa, Europe and southwest Asia. Herptile, vol. 7, no 4, p. 25-27.